# Dosa
Le dosa (kannada : ದೋಸೆ, dōse ; malayalam : ദോശ, dōśa ;  tamoul : தோசை, dōsai ; télougou : దోశ, dōsa ; toulou : ദോസെ, dōsae) est une crêpe à base de farine de lentilles noires (haricot urd), pois chiches ou de riz, typique du sud de l'Inde. C'est un mets très populaire qui y est consommé traditionnellement au petit-déjeuner ou au dîner, bien que de plus en plus préparé à toute heure.

## Origine
L'origine exacte du plat est très controversée, cependant il est probable qu'il soit natif du Karnataka, où il existe diverses variantes, telles que celles d'Udupi, de Davangere, de Mysore…

## Préparation
La pâte du dosa est préparée avec un mélange de farine de riz et de farine de lentilles (haricots urd) ou de pois chiches, à laquelle on ajoute de l'eau et du yaourt. On le sert avec du sambar, un curry du sud de l'Inde, ou du chutney.

## Masala dosa
Le masala dosa est un dosa qui est roulé et garni d'un mélange de pommes de terre cuisinées avec des oignons et assaisonnées avec des feuilles de curry.